# Vetto
Vetto is een gemeente in de Italiaanse provincie Reggio Emilia (regio Emilia-Romagna) en telt 2063 inwoners (31-12-2004). De oppervlakte bedraagt 53,3 km², de bevolkingsdichtheid is 37 inwoners per km².

## Buurtschappen
De volgende frazioni maken deel uit van de gemeente: Atticola, Brolo, Buvolo, Caiolla, Cantoniera, Casalecchio, Casella, Casone, Castellaro, Castellina, Cesola, Cola, Costa, Costaborga, Crovara, Ferma, Gottano Sopra, Gottano Sotto, Groppo, Legoreccio, Mavore, Maiola, Moziollo, Piagnolo, Pineto, Predella, Rodogno, Roncolo, Rosano, Scalucchia, Sole Sopra, Sole Sotto, Spigone, Strada, Teggia, Tizzolo, Vidiceto.

## Demografie
Vetto telt ongeveer 871 huishoudens. Het aantal inwoners daalde in de periode 1991-2001 met 6,4% volgens cijfers uit de tienjaarlijkse volkstellingen van ISTAT.
| Jaar | Inwoneraantal |
| ---- | ------------- |
| 1991 | 2107          |
| 2001 | 1972          |

## Geografie
Vetto grenst aan de volgende gemeenten: Castelnovo né Monti, Canossa, Neviano degli Arduini (PR), Palanzano (PR) en Ventasso.
Albinea · Bagnolo in Piano · Baiso · Bibbiano · Boretto · Brescello · Busana · Cadelbosco di Sopra · Campagnola Emilia · Campegine · Canossa · Carpineti · Casalgrande · Casina · Castellarano · Castelnovo di Sotto · Castelnovo ne' Monti · Cavriago · Collagna · Correggio · Fabbrico · Gattatico · Gualtieri · Guastalla · Ligonchio · Luzzara · Montecchio Emilia · Novellara · Poviglio · Quattro Castella · Ramiseto · Reggio Emilia  · Reggiolo · Rio Saliceto · Rolo · Rubiera · San Martino in Rio · San Polo d'Enza · Sant'Ilario d'Enza · Scandiano · Toano · Ventasso · Vetto · Vezzano sul Crostolo · Viano · Villa Minozzo
- Gemeinsame Normdatei: 7724685-8
- Virtual International Authority File: 238646830

1. ↑  https://demo.istat.it/?l=it.